# Rob Jetten
Rob Arnoldus Adrianus Jetten (Veghel, 25 de març del 1987) és un polític neerlandès de Demòcrates 66. El 2017 va ser elegit com a membre de Tweede Kamer (cambra baixa del parlament neerlandès) i el 9 d'octubre del 2018 el grup parlementari de Dèmocrates 66 el va escollir amb unanimitat com a cap de llista, succeint a Alexander Pechtold.
Jetten va créixer a Uden i va estudiar Ciències Administratives a la Universitat Radboud a Nimega. Després dels seus estudis, va treballar a ProRail, primer com a becari de direcció i després de conseller i de director de regió del Nord i Est dels Països Baixos.
Va començar la seva carrera política com a administrador del grup de Demòcrates 66 al Senat dels Països Baixos i com a president dels Jonge Democraten.